# Nic śmiesznego

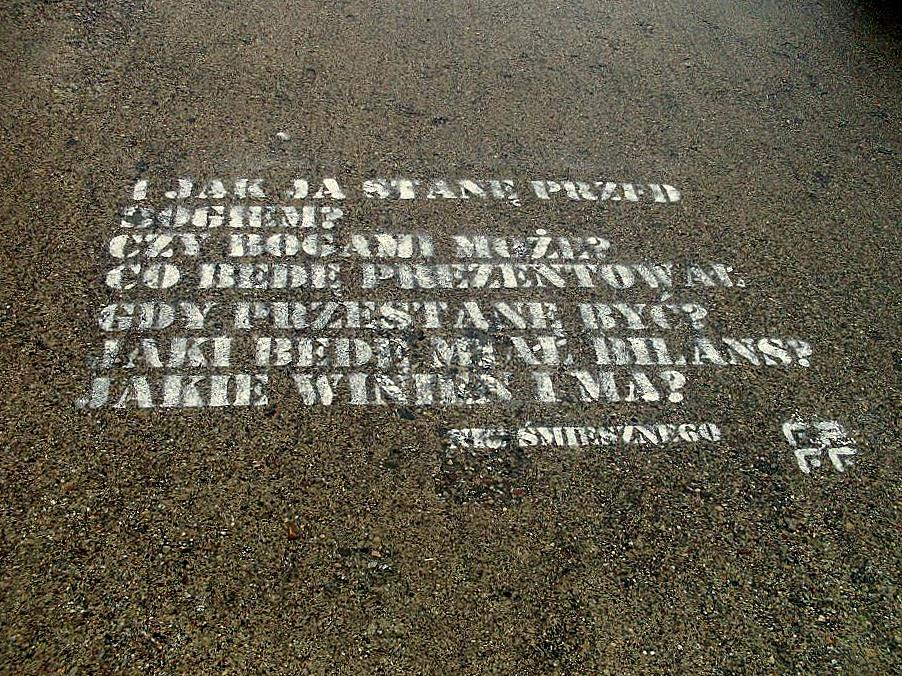
Kwestia z filmu odsłonięta podczas promocji 34. Festiwalu Polskich Filmów Fabularnych w Gdyni w 2009 roku

Nic śmiesznego – polska tragikomedia filmowa z 1995 roku w reżyserii Marka Koterskiego, zrealizowana na podstawie własnego scenariusza.
W 2019 roku film został poddany rekonstrukcji cyfrowej i dostępny jest na platformie 35mm.online.

## Fabuła
Adam Miauczyński (Cezary Pazura), reżyser i absolwent szkoły filmowej w Łodzi, jest niespełniony zawodowo, emocjonalnie i rodzinnie. Każda jego ścieżka kariery kończy się niepowodzeniem, włączając w to nieudaną karierę drugiego reżysera oraz porażkę jego filmu autorskiego. Gdy gardząca nim jego żona Beata żartobliwie wykonuje na nim egzekucję, doznaje on śmiertelnego zawału serca.

## Obsada
Źródła: Filmpolski.pl, Telemagazyn, Stowarzyszenie Filmowców Polskich, Studio Filmowe Zebra
- Cezary Pazura – Adam „Adaś” Miauczyński
- Marek Kondrat – reżyser filmowy
- Ewa Błaszczyk – Beata, żona Adama
- Henryk Bista – pirotechnik
- Jerzy Bończak – rekwizytor
- Krzysztof Kowalewski – kierownik produkcji filmu „Klęska”
- Wojciech Wysocki – aktor grający w filmie Adama
- Piotr Machalica – Miki, starszy brat Adama
- Agnieszka Wagner – matka Adama
- Bronisław Pawlik – cenzor na kolaudacji filmu Adama
- Monika Donner-Trelińska – Małgosia „Gosia”
- Zbigniew Buczkowski – pracownik domu pogrzebowego
- Katarzyna Gajdarska – Ildiko, Węgierka kochająca się z palcem Adama
- Bożena Dykiel – dentystka
- Maciej Kozłowski – Maciej „Maciek”, przyjaciel Adama
- Marcin Troński – kierowca
- Krystyna Tkacz – Elżbieta „Ela”, sekretarka w zespole
- Bogdan Baer – reżyser filmowy
- Eugenia Herman – pani Anna „Ania” na kolaudacji filmu Adama
- Grażyna Trela – aktorka grająca w filmie Adama
- Jan Jurewicz – sąsiad Adama
- Hanna Śleszyńska – asystentka reżysera filmu „Klęska”
- Piotr Gąsowski – kierownik planu
- Eugeniusz Priwieziencew – sąsiad Adama wiercący dziury w ścianach
- Małgorzata Werner – dziewczyna z „dobrym dmuchem”
- Marek Probosz – asystent na planie filmu Adama
- Ewa Grabarczyk – Małgorzata, dziewczyna z „podpalonymi włosami”
- Grzegorz Wons – operator Waldi
- Agnieszka Buczek – sklepowa w czapce
- Jan Jankowski – mąż Małgosi
- Dorota Chotecka – dentystka Stefa
- Sławomir Sulej – pracownik domu pogrzebowego
- Jarosław Jakimowicz – operator kamery
- Sławomir Federowicz – chłopak z psem do spalenia
- Joanna Jędrejek – dziewczyna „mająca 4 orgazmy z owczarzem”
- Marcin Klepacki – syn Adama
- Anna Powierza – Anna „Ania”, córka Adama
- Franciszek Barciś – mały Adam
- Jakub Tolak – mały Miki
- Radosław Pazura – ojciec Adama
- Zdzisław Rychter – brygadzista na planie filmu „Klęska”
- Barbara Babilińska – kobieta w wysadzonym sraczu
- Robert Płuszka – asystent na planie filmu Adama
- Małgorzata Leśniewska – kobieta wychodząca od dentysty
- Witold Skaruch – ksiądz
- Norbert Rakowski – mężczyzna wychodzący od dentysty
- Andrzej Czerny – reżyser na planie filmu „Klęska”
- Piotr Szwedes – operator filmu „Klęska”
- Tomasz Sapryk – asystent operatora na planie filmu Adama
- Cezary Poks – bliźniak, sąsiad Adama
- Jacek Poks – bliźniak, sąsiad Adama
- Jacek Borcuch – młody mężczyzna
- Tomasz Konieczny – ojciec chrzestny Adama
- Anna Kordus – dziewczynka pokazująca środkowy palec małemu Adamowi
- Maciej Syta – chłopiec
- Ryszard Straszewski – mężczyzna na kolaudacji filmu Adama

## Odbiór
Katarzyna Kebernik z portalu Film.org.pl oceniła Nic śmiesznego jako formalnie „drugi najlepszy film Koterskiego” (po Dniu świra), ale przyznawała, że bardziej podobał się jej film z 1995 roku:

Nic śmiesznego jest prześmieszne, od kultowej sceny z mostem po równie kultową z lasem krzyży, to jeden z tych filmów, które można sobie powtarzać wielokrotnie. Jego gorycz jest dużo łagodniejsza i bardziej czuła od tej z Dnia świra. Jego wymowa nie aż tak depresyjna, a główny bohater – sympatyczny, nieantypatyczny.

Inną opinię wyraziła Małgorzata Fiejdasz-Kaczyńska, krytykując rolę Pazury, ten bowiem „odebrał Adasiowi jego inteligencką twarz, czyniąc zeń błazna mrugającego do publiczności okiem: »jestem fajtłapą, ale swój chłop«”. Kaczyńska zauważała, że Nic śmiesznego najbardziej podobało się młodym widzom, podczas gdy „puryści językowi byli załamani ilością wulgaryzmów, a wielbiciele »wczesnego Koterskiego« humorem jak z bawarskich komedii erotycznych”.